# Champ-Laurent
Champ-Laurent – miejscowość i gmina we Francji, w regionie Owernia-Rodan-Alpy, w departamencie Sabaudia.
Według danych na rok 1990 gminę zamieszkiwało 26 osób, a gęstość zaludnienia wynosiła 5 osób/km² (wśród 2880 gmin regionu Rodan-Alpy Champ-Laurent plasuje się na 1590. miejscu pod względem liczby ludności, natomiast pod względem powierzchni na miejscu 1501.).